# Motala fögderi
Motala fögderi avsåg den lokala skattemyndighetens verksamhetsområde i nuvarande Motala och Vadstena kommuner mellan åren 1918 och 1991. Efter detta år omorganiserades skatteväsendet och fögderierna ersattes av en skattemyndighet för varje län - i detta fall den för Östergötlands län. År 2004 gick verksamheten upp i det nybildade Skatteverket.
Motala fögderi föregicks av flera mindre fögderier, vilka sedermera även delvis hamnade under Mjölby och Linköpings fögderier.
- Aska, Dals och Bobergs fögderi (1900-1917)
  - Gullbergs, Bobergs och Valkebo fögderi (1720-1899) (Gullbergs och Valkebo härader senare under Linköpings fögderi)
  - Lysings, Dals och Aska fögderi (1720-1899) (Lysings härad senare under Mjölby fögderi)